# 太田賢二
太田 賢二（おおた けんじ）は、日本の弁護士。北海道大学法科大学院特任教授や、札幌弁護士会会長、北海道弁護士会連合会理事長、日本弁護士連合会副会長等を歴任した。

## 人物・経歴
石川県金沢市出身。石川県立金沢泉丘高等学校を経て、金沢大学法文学部卒業。1988年弁護士登録。2009年北海道大学大学院法学研究科特任教授。2015年札幌弁護士会会長。2016年には北海道弁護士会連合会理事長を務め、平和安全法制廃止に向けた運動を進めた。2018年日本弁護士連合会副会長。文部科学省法曹養成制度改革連絡協議会委員等も務めた。